# Robert Mood
Robert Mood (n. en Noruega en 1958) es un militar, General de División, noruego especializado como jefe de observaciones militares, últimamente se desempeñó como el Jefe de Observadores Militares y Jefe de Misión de la Misión de las Naciones Unidas para la Supervisión en Siria (UNSMIS).

## Biografía
Antes de su nombramiento, antes de ser ascendido a general de división Mood era el inspector general de Asuntos de Veteranos de las Fuerzas Armadas noruegas, cargo que ocupa desde 2011. Anteriormente el general de división sirvió en las Naciones Unidas para la Vigilancia de la Tregua [Medio Oriente] (UNTSO) fue jefe de Misión y Jefe de Personal de 2009 a 2011. Desde 2005 hasta el momento de su nombramiento al ONUVT y antes de ser nombrado general de división era Jefe de Estado Mayor del Ejército noruego.
De 1989 a 1990, el general de división Mood se desempeñó como oficial de operaciones con el batallón noruego dentro de la Fuerza Interina de Naciones Unidas en el Líbano (FPNUL). Él era el jefe de la Comisión de Implementación Conjunta con el Grupo de mando de la KFOR y Comandante en Jefe de la Transformación y el Mando y doctrina del Ejército noruego.
El 27 de abril de 2012 el Secretario General de las Naciones Unidas Ban Ki-Moon lo nombró Jefe de Observadores Militares y Jefe de Misión de la Misión de las Naciones Unidas para la Supervisión en Siria (UNSMIS).

### Estudios
Mood tiene una Maestría en Estudios Militares de la Universidad del Cuerpo de Marines de los Estados Unidos. También asistió a una serie de instituciones militares, incluyendo el Colegio Mayor del Ejército noruego y el Colegio de Defensa de la OTAN en Roma.